# Benn Barham

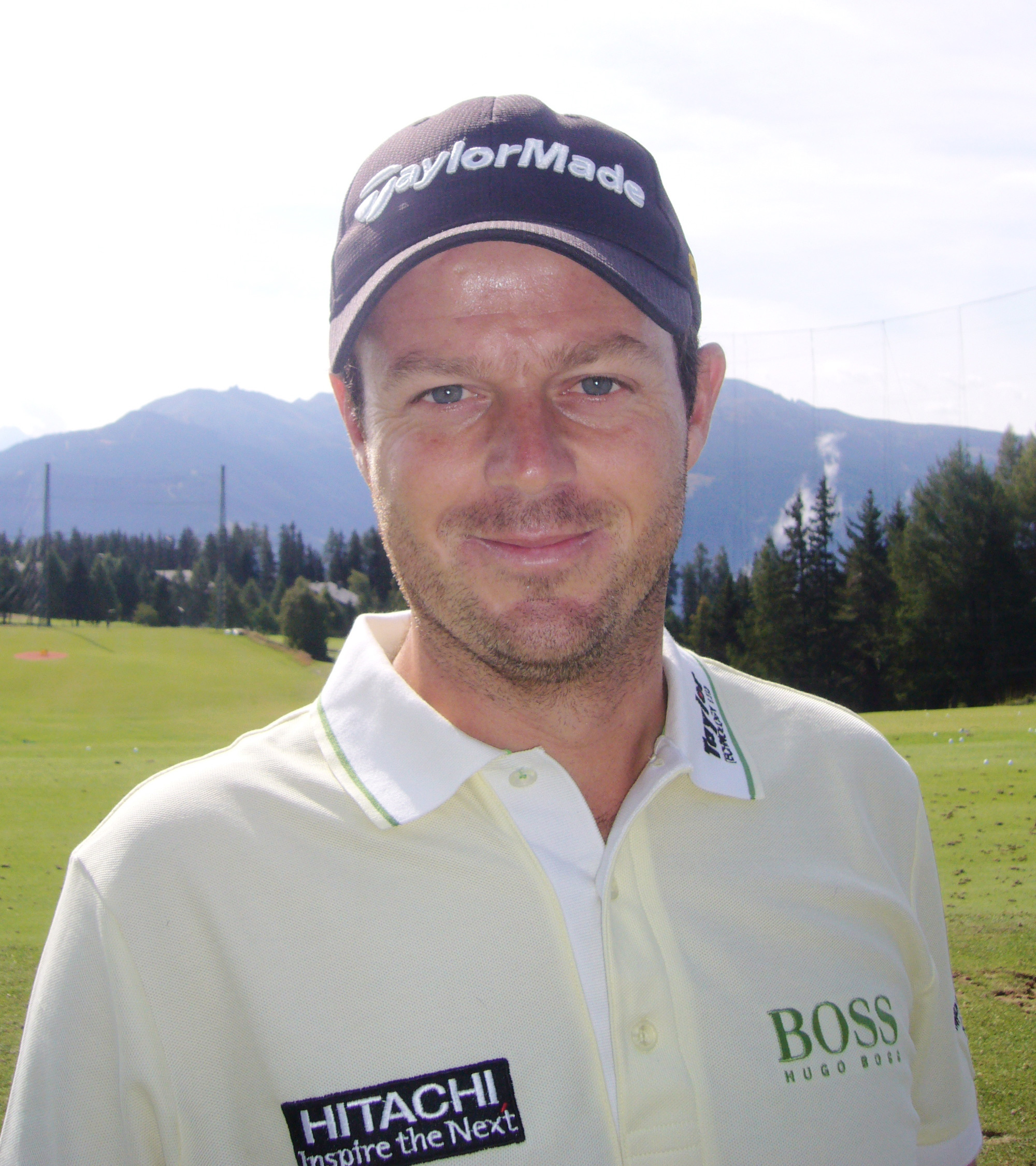
European Open 2009 in Crans

Benn Barham (Ashford, 6 februari 1976) is een professional golfer uit Engeland.

## Carrière
Barham werd in 1996 professional en heeft enkele jaren op de Challenge Tour (CT) gespeeld. In 2001 behaalde hij daar zijn eerste overwinning.
Sinds 2006 speelt hij op de Europese Tour (ET). Hij eindigde daar steeds hoog genoeg op de rangorde om zijn kaart te behouden. In 2008 behaalde hij zijn hoogste finish en werd 3de bij het Russisch Open.

## Gewonnen
- 2001: NCC Open in Zweden (CT)
- 2005: Open Mahou de Madrid (CT)